# Mienia
Mienia es un pueblo de Polonia, en Mazovia.  Se encuentra en el distrito (Gmina) de Cegłów, perteneciente al condado (Powiat) de Mińsk. Se encuentra aproximadamente  a 10 km al este de Mińsk Mazowiecki, y a 49 km  al este de Varsovia. Su población es de 400 habitantes.